# Пола
Пола́ — средняя река на северо-западе европейской части Российской Федерации, в Тверской и Новгородской областях.
Длина — 268 км, площадь бассейна — 7420 км², расход воды — 63 м³/с. В нижнем течении судоходна.
Самый большой приток — река Полометь. Крупнейший населённый пункт на реке — посёлок Пола. Ранее Пола использовалась как торговый путь, связывающий Великий Новгород и Санкт-Петербург с районом Верхневолжских озёр. Сейчас пользуется большой популярностью у туристов-водников.

## Течение
В верховье протекает по Валдайской возвышенности, в среднем и нижнем течении — по Приильменской низменности. В Тверской области протекает по территории Андреапольского района; в Новгородской — по Демянскому, Старорусскому и Парфинскому районам.
Исток Полы находится на северо-западных склонах Валдайской возвышенности, в Андреапольском районе Тверской области. Первые километры Пола представляет собой неширокий ручей, петляющий среди холмистой местности. Скорость течения высокая, в русле имеются перекаты и пороги.
Примерно через сорок километров после истока река расширяется и образует долину с крутыми берегами, высотой 30 — 50 метров. Скорость течения, однако, не уменьшается, а порожистые участки следуют один за другим. Всего на Поле насчитывается 30 порогов и 18 перекатов, расположенных на протяжении первых 150 километров реки.
В верхнем течении, до впадения Шеберехи ширина реки около 30 метров, глубина до 1,2 метра. Скорость течения — 0,4 м/с.
За устьем Поломети река слегка успокаивается, расширяется до 50 — 60 метров и замедляет скорость течения. В нижнем течении, ниже посёлка Пола, стоящего на железной дороге Бологое — Псков, Пола ещё расширяется, в русле исчезают камни и перекаты и появляются песчаные мели. Ширина реки здесь доходит до 140 метров, глубина до 3,5 метров.
Незадолго до устья Пола соединяется с Ловатью, формально впадая в неё. Тем не менее, в большинстве справочников Пола не считается притоком Ловати. Участок Полы ниже соединения с Ловатью также называют Верготью. Перед впадением в Ильмень Пола с Ловатью образуют обширную дельту, неоднократно соединяясь друг с другом множеством проток.
Высота устья — 18,1 м над уровнем моря.

## Населённые пункты
На берегу реки расположено более 60 различных населённых пунктов. Крупнейшим из них является посёлок Пола, расположенный в нижнем течении. Другие значимые населённые пункты: Тулитово, Мануйлово, Костьково, Новая Русса и Новая Деревня. В бассейне (не на самой Поле, а на её притоках) расположены два районных центра Новгородской области — село Марёво и посёлок Демянск.

## Притоки

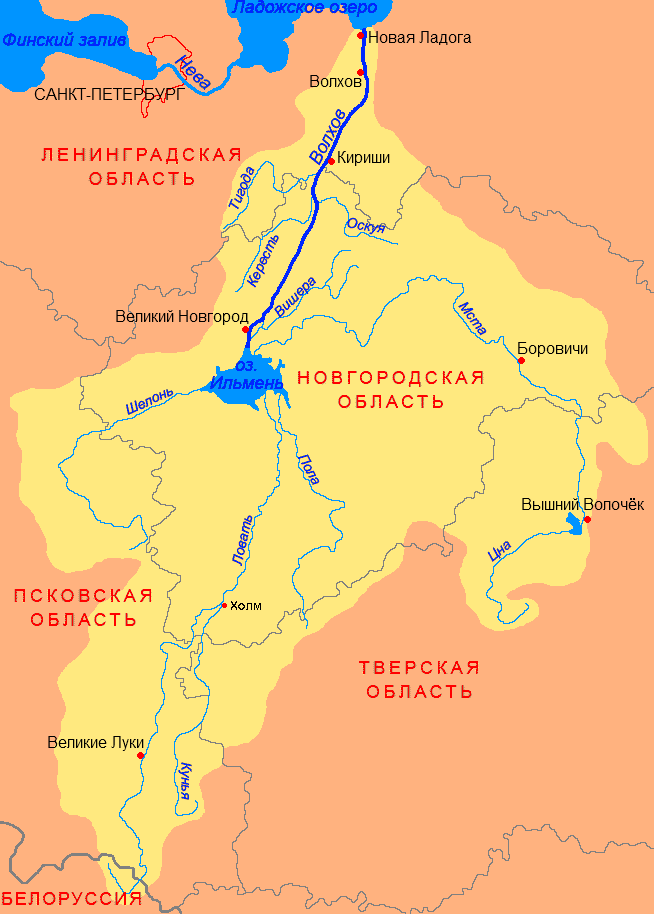
Бассейн Волхова и озера Ильмень

Пола имеет густую сеть притоков. Большая часть бассейна расположена справа, поскольку слева от Полы параллельно протекает Ловать.
Крупнейшие притоки Полы — Полометь (длина 150 км), Явонь (длина 87 км), Щебереха (длина 56 км), Марёвка (длина 43 км).
(км от устья)
- 48 км: река Ларинка (Колба)
- 69 км: река Ларинка
- 83 км: руч. Вязовка
- 89 км: река Корповка
- 111 км: река Полометь
- 118 км: река Явонь
- 122 км: река Ладомирка
- 159 км: река Щебереха (Щебериха)
- 170 км: река Каменка
- 172 км: река Белка
- 193 км: река Марёвка
- 206 км: река Ждыня (Жиденя)
- 217 км: река Руна
- 225 км: река Олешня
- 239 км: река Городенка